# Щетинкоклювые бюльбюли
Щетинкоклювые бюльбюли (лат. Bleda) — род воробьиных птиц из семейства бюльбюлевых.

## Состав рода
В состав рода включают пять видов:
- Bleda syndactylus — Краснохвостый щетинкоклювый бюльбюль
- Bleda eximius — Зеленохвостый щетинкоклювый бюльбюль
- Bleda canicapillus — Сероголовый щетинкоклювый бюльбюль
- Bleda notatus
- Bleda ugandae

## Описание
Длина тела 18-23 см. Верхняя сторона тела в основном зелёно-коричневая, а нижняя желтая. Клюв довольно длинный и толстый.

## Биология
Охотятся на насекомых, которых они ловят у поверхности земли, часто вблизи воды. Эти птицы следуют за стаями муравьев Dorylus, чтобы поймать убегающую от них добычу. Они часто присоединяются к смешанным стаям кормящихся птиц разных видов.
Гнездо строят из листьев и веточек, располагая его в кустарнике или на небольшом деревце. В кладке два яйца.